# قرار مجلس الأمن التابع للأمم المتحدة رقم 448
قرار مجلس الأمن التابع للأمم المتحدة 448، الذي اتخذ في 30 أبريل 1979، بعد التذكير بالقرارات 253 (1968)، 403 (1977)، 411 (1977)، 423 (1978)، 424 (1978)، 437 (1978) و445 (1979)، أعلن المجلس أن الانتخابات «الصورية» الأخيرة التي أجريت في جنوب روديسيا من قبل «النظام العنصري غير الشرعي» كانت غير قانونية وأن نتائجها لاغية وباطلة.
وواصل المجلس بالقول إن الانتخابات، التي أجريت في تحد للأمم المتحدة، لم تكن ممارسة حقيقية لحق شعب زمبابوي في تقرير المصير وكانت تهدف إلى «إدامة حكم الأقلية العنصرية البيضاء».
انتهى القرار 448 من خلال حث الدول الأعضاء على عدم الاعتراف بنتائج الانتخابات، ومواصلة مراقبة العقوبات المفروضة على روديسيا الجنوبية.
اعتمد القرار بأغلبية 12 صوتاً؛ امتنعت فرنسا والمملكة المتحدة والولايات المتحدة عن التصويت.